# Aittakallio
Aittakallio är en kulle i Finland. Den ligger i Nurmijärvi i landskapet Nyland, i den södra delen av landet, 28 km norr om huvudstaden Helsingfors. Toppen på Aittakallio är 86 meter över havet.
Terrängen runt Aittakallio är huvudsakligen platt. Runt Aittakallio är det tätbefolkat, med 762 invånare per kvadratkilometer. Närmaste större samhälle är Nurmijärvi, 6,7 km norr om Aittakallio. I omgivningarna runt Aittakallio växer i huvudsak blandskog.